# Huser Stock
Huser Stock är en bergstopp i Schweiz.   Den ligger i distriktet Bezirk Schwyz och kantonen Schwyz, i den centrala delen av landet, 90 km öster om huvudstaden Bern. Toppen på Huser Stock är 1 904 meter över havet, eller 123 meter över den omgivande terrängen. Bredden vid basen är 0,75 km.
Terrängen runt Huser Stock är huvudsakligen mycket bergig. Runt Huser Stock är det ganska tätbefolkat, med 56 invånare per kvadratkilometer.. 
I omgivningarna runt Huser Stock växer i huvudsak blandskog.